# Warsaw Shore (temporada 6): Campamento de verano 2
La sexta temporada de Warsaw Shore, un programa de televisión polaco con sede en Varsovia transmitido por MTV Polonia, se anunció el 16 de junio de 2016 y se estrenó el 28 de agosto de ese año.  Fue la primera en presentar a los nuevos miembros del reparto Aleksandra Smoleń y Piotr Polak. Antes del estreno se confirmó que la temporada se filmaría en Mielno . El 20 de octubre de 2016 se anunció que Klaudia Stec había abandonado el programa, en su lugar ingresó Ewelina Bańkowska . Esta fue la única temporada en incluir a Aleksandra Smoleń como miembro principal.
Paweł y Piotr Kluk de la temporada anterior hicieron una aparición durante el último episodio.

## Reparto
- Aleksandra "Ola" Smoleń
- Anna "Ania Mała" Aleksandrzak
- Damian "Stifler" Zduńczyk
- Ewelina "Młoda" Bańkowska
- Jakub "Ptyś"Henke
- Klaudia Stec
- Magdalena Pyznar
- Piotr "Piotrek" Polak
- Wojciech "Wojtek" Gola

### Duración del reparto
| Nombre    | Episodios | Episodios | Episodios | Episodios | Episodios | Episodios | Episodios | Episodios | Episodios | Episodios | Episodios | Episodios | Episodios | Episodios | Episodios | Episodios |
| Nombre    | 1         | 2         | 3         | 4         | 5         | 6         | 7         | 8         | 9         | 10        | 11        | 12        |           |           |           |           |
| Ania Mała |           |           |           |           |           |           |           |           |           |           |           |           |           |           |           |           |
| Klaudia   |           |           |           |           |           |           |           |           |           |           |           |           |           |           |           |           |
| Magda     |           |           |           |           |           |           |           |           |           |           |           |           |           |           |           |           |
| Ola       |           |           |           |           |           |           |           |           |           |           |           |           |           |           |           |           |
| Piotrek   |           |           |           |           |           |           |           |           |           |           |           |           |           |           |           |           |
| Ptyś      |           |           |           |           |           |           |           |           |           |           |           |           |           |           |           |           |
| Stifler   |           |           |           |           |           |           |           |           |           |           |           |           |           |           |           |           |
| Wojtek    |           |           |           |           |           |           |           |           |           |           |           |           |           |           |           |           |
| Młoda     |           |           |           |           |           |           |           |           |           |           |           |           |           |           |           |           |
| --------- | --------- | --------- | --------- | --------- | --------- | --------- | --------- | --------- | --------- | --------- | --------- | --------- | --------- | --------- | --------- | --------- |

## Episodios
| N.º (total) | N.º (temp.) | Título        | Estreno                  | Audiencia (en millones) |
| ----------- | ----------- | ------------- | ------------------------ | ----------------------- |
| 69          | 1           | «Episodio 1»  | 28 de agosto de 2016     | 90,000                  |
| 70          | 2           | «Episodio 2»  | 4 de septiembre de 2016  | N/D                     |
| 71          | 3           | «Episodio 3»  | 11 de septiembre de 2016 | N/D                     |
| 72          | 4           | «Episodio 4»  | 18 de septiembre de 2016 | N/D                     |
| 73          | 5           | «Episodio 5»  | 25 de septiembre de 2016 | N/D                     |
| 74          | 6           | «Episodio 6»  | 2 de octubre de 2016     | N/D                     |
| 75          | 7           | «Episodio 7»  | 9 de octubre de 2016     | 135,000                 |
| 76          | 8           | «Episodio 8»  | 16 de octubre de 2016    | N/D                     |
| 77          | 9           | «Episodio 9»  | 23 de octubre de 2016    | N/D                     |
| 78          | 10          | «Episodio 10» | 30 de octubre de 2016    | N/D                     |
| 79          | 11          | «Episodio 11» | 6 de noviembre de 2016   | N/D                     |
| 80          | 12          | «Episodio 12» | 13 de noviembre de 2016  | N/D                     |